# 미네베아 미쓰미 FC
미네베아 미쓰미 FC(일본어: ミネベアミツミFC, 영어: Minebea Mitsumi FC)는 미야자키현 미야자키시를 연고지로 두고 있는 일본의 축구 클럽으로 현재 일본 풋볼 리그에 참여하고 있으며 팀의 상징색은 파란색이다.

## 역사
1964년 혼다 록 SC라는 이름으로 창단된 뒤 2022년 소속 기업이 기계 제조 업체인 미네베아 미쓰미에 인수되면서 2023 시즌부터 현재의 이름으로 변경되었으며 혼다 록 시절 본래 모기업팀인 혼다 FC와의 혼동을 피하기 위해 '록'(ロック)으로 약칭 표기되기도 했다.
1997년 큐슈 사커 리그에 진출한 이후 1999년 모기업으로부터 정식 축구단으로 승인받았고 그 뒤 2004년 큐슈 사커 리그 정상 탈환을 이뤄냈으며 일본 지역 리그 결승전을 통해 일본 풋볼 리그 진출에 성공했다.
그리고 2006 시즌 JFL에서 18팀 중 최하위로 처지며 3년만에 큐슈 사커 리그로 강등되었다가 2007 시즌 KSL 준우승, 2008 시즌 KSL 3위를 차지하며 3년만에 JFL 복귀에 성공했으며 JFL 복귀 후 현재까지 미네베아 미쓰미가 JFL에서 가장 좋은 성적을 거둔 시즌은 2016 시즌으로 이 시즌에서 3위를 차지했고 천황배에서의 최고 성적은 2005 시즌에 거둔 32강 진출이다.

## 홈 경기장

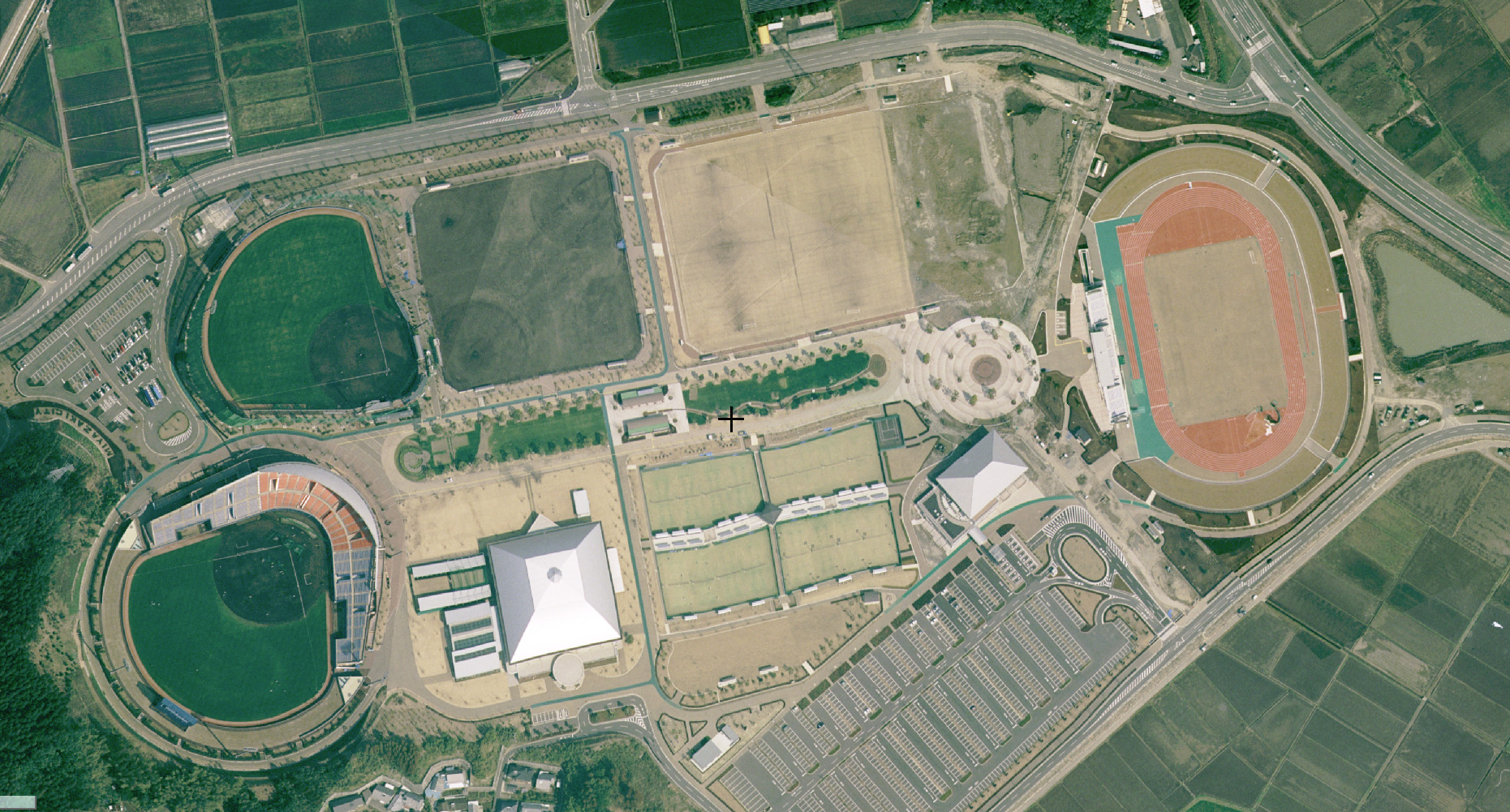
이키메노 모리 아이비 스타디움

## 역대 JFL 성적
2005: 15위

2006: 18위 (강등)

2007: (규슈 축구 리그)

2008: (규슈 축구 리그) 3위 승격

2009: 13위

2010: 13위

2011: 8위

2012: 16위

2013: 16위

2014: 10위

2015: 9위

2016: 4위

2017: 8위

## 선수 명단

### 현역
참고: FIFA 자격 규정에 따라 소속된 국가대표팀 국기를 표시합니다. 선수는 복수의 FIFA 비회원국 국적을 가지고 있을 수 있습니다.
| 번호 | 포지션 | 국적 | 이름            |
| ---- | ------ | ---- | --------------- |
| 2    | DF     |      | 나카지마 타쿠마 |

| 번호 | 포지션 | 국적 | 이름 |
| ---- | ------ | ---- | ---- |